# František Vildomec
František Vildomec (6. února 1878 Svatoslav u Tišnova – 3. listopadu 1975 Boskovštejn) byl český archeolog.
V roce 1963 mu bylo uděleno vyznamenání Za vynikající práci, v témže roce se rovněž stal čestným občanem obce Hluboké Mašůvky. V roce 1969 byl oceněn vládou jako zasloužilý umělec.

## Život
Od patnácti let byl studentem učitelského ústavu v Brně. Zde byl mimoto studentem hudební nauky u Leoše Janáčka. V roce 1897 Vildomec podal žádost o místo učitele, to mu následně bylo přiděleno v obci Hostim na Znojemsku, kde vyučoval v budově bývalého pivovaru. V Hostimi také v roce 1898 potkal notáře Jaroslava Palliardiho. V té době se seznámil s hnutím Volná myšlenka, zabývajícím se po celé Evropě odloučením státu od církve. Tuto změnu také následně úspěšně prosadil (21. dubna 1921 se učitelstvo okresu Moravské Budějovice usneslo na odluce školy od církve). Od roku 1906 spolu s Palliardim prováděl výzkum v obcích Boskovštýn (dnes Boskovštejn), Jevišovice, Střelice, Bojanovice, Grešlové Mýto, Hrotovice, Horní Dunajovice, Hodonice, Těšetice.
V roce 1908 Vildomec s Palliardim vystoupili z církve. Jako jediný učitel bez náboženského vyznání v Rakousko-Uhersku mohl tehdy učit. Po roce 1918 odmítal veřejné funkce, dokonce i funkci poslance, jež mu byla nabízena. Začal se plně věnovat archeologii. Po smrti J. Palliardiho pokračoval v práci a získal tak bohatý materiál, díky němuž rozdělil vývoj kultury s moravskou malovanou keramikou na šest stupňů. Podle stratigrafického uložení kulturních vrstev vytvořil dodnes platnou chronologii eneolitu (pozdní doby kamenné) pro střední Evropu. Světoznámé jsou také nálezy z Hlubokých Mašůvek (venuše) a ze Střelic (váza). Díky Palliardimu se osobně setkal s J. S. Macharem i T. G. Masarykem. V roce 1922 byl ustanoven do funkce vedoucího školy v Hostimi. Cvičil s dětmi divadlo, účinkoval při koncertech v širokém okolí, kde hrál na basu, violu či housle. Stal se jednatelem a předsedou učitelského spolku Komenský, přednášel, psal články do učitelských i odborných časopisů, vykonával funkci důvěrníka sociální demokratické strany. Byl důvěrníkem pro záležitosti občanů bez vyznání, funkcionářem Volné myšlenky, založil v obci Národní jednotu, založil a vedl obecní kroniku. Ztotožňoval se s myšlenkami Karla Havlíčka Borovského, Josefa Svatopluka Machara a Jana Nerudy.
Náboženství se neučí, ale žije. Můj život je mé náboženství. František Vildomec.

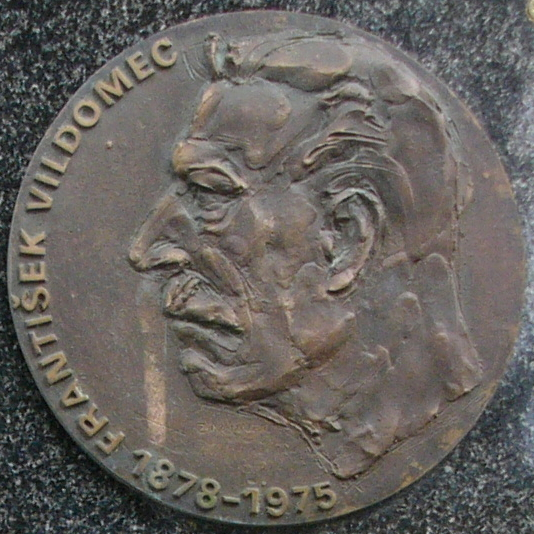
František Vildomec - bronzová medaile

Zabýval se výzkumem archeologických lokalit na Znojemsku, především v okolí Jevišovic,osad z mladší doby kamenné ve Střelicích, Hlubokých Mašůvkách, Ctidružicích, hradiska Starého zámku u Suchohrdel, dále mohyl v lese Purkrábka u Suchohrdel a dalších. V lokalitě Hluboké Mašůvky našel v roce 1934 neolitickou plastiku ženy – venuši – nazvanou „Hlubokomašůvecká venuše“. Výzkum prováděl také na znojemském Hradišti sv. Hypolita. Byl pokračovatelem výzkumů po smrti Jaroslava Palliardiho.
Výsledkem jeho dlouholeté archeologické činnosti je rozsáhlá sbírka; její první část byla předána do Moravského zemského muzea již před druhou světovou válkou, zbylou (větší) část, chovanou i po jeho smrti dlouhá léta v nezměněné podobě a uložení v rodinné vilce v Boskovštejně, prodali dědicové téže instituci v roce 2006 s tou podmínkou, že sbírka bude uložena v regionu, odkud pochází a bude vystavena v nezměněné podobě. Moravské zemské muzeum zpřístupnilo sbírky uložené v původním mobiliáři na zámku v Jevišovicích v roce 2009.